# Konnerud
Konnerud er en bydel i den sydlige del af Drammen i Viken fylke. Bydelen har 10 314  indbyggere (2019).
59°43′N 10°09′Ø / 59.72°N 10.15°Ø